# كأس إنترتوتو 2006
كأس إنترتوتو 2006 (بالإنجليزية: 2006 UEFA Intertoto Cup)‏ هو موسم من كأس إنترتوتو. أقيم خلال الفترة 17 يونيو 2006 وحتى 22 يوليو 2006، وبمشاركة  49 فريقاً، وفاز فيه نيوكاسل يونايتد.